# Oued Keberit
Oued Keberit est une commune de la wilaya de Souk Ahras en Algérie.

## Géographie

### Situation
Le territoire de la commune d'Oued Keberit se situe au sud de la wilaya de Souk Ahras.
| M'daourouch           | M'daourouch                    | Dréa                       |
| Oum El Adhaim         | Oued Keberit                   | Dréa                       |
| ? (Wilaya de Tébessa) | El Aouinet (Wilaya de Tébessa) | Ouenza (Wilaya de Tébessa) |

### Relief
La commune d'Oued keberit se situe à l'extrémité de la région des hautes plaines caractérisée par un paysage steppique aride, cette région est constituée notamment de hauts glacis à pente moyenne de 5 % et un relief largement ondulé.

### Climat
La commune étant une cuvette entourée de montagnes, elle se caractérise par un climat rigoureux très chaud en été et froid en hiver.

### Localités de la commune
La commune d'Oued Keberit est composée de quatorze localités :
- Aïn Beida (partie sud)
- Boussessou
- Debiha
- El Hamadja (partie nord)
- El Kerker
- Henchir Ameur
- Henchir Laala
- Ganel Bakhouche
- Gabel Bir Essedra (partie sud)
- Gabel Guedrane
- Oued Damous
- Oued Keberit
- Oued Sissala
- Souabaa